# شرکت تعاونی ساربان
شرکت تعاونی ساربان یا مزرعه فدک روستایی در دهستان جلگه ماژان بخش جلگه ماژان شهرستان خوسف استان خراسان جنوبی ایران است.

## جمعیت
بر پایه سرشماری عمومی نفوس و مسکن در سال ۱۳۹۵ جمعیت این روستا ۱۴ نفر (۵خانوار) بوده‌است.